# Mark Dalton
Mark Dalton (Jeremy James Sons,  também conhecido como Jeremy James Son) é um ator estadunidense de filmes adultos e revistas voltadas ao público gay. Seu trabalho em filmes adultos não possui atos sexuais; Dalton apenas aparece em cenas solo de masturbação.
Iniciou sua carreira dancando em clubes e boates de Miami, Florida.

## Fama
Viciado em bodybuilder, Dalton apareceu em diversas revistas de bodybuilding ("musculação" ou "fitness") assim como em publicações eróticas. Dalton foi vencedor de Salto com vara na University of North Texas, assim como jogador de futebol em uma escola Cristã no collegial. " Ele venceu disputas estaduais em ambos os esportes. Ele começou a realizar filmes solos e posar para diversas revistas, desde HX até a Instinct (1999). De acordo com seu website, suas aparições não se limitaram apenas a revistas de homossexuais; o site afirma que ele posou para Playgirl magazine e foi incluído em sua lista "100 Sexiest Men Alive" em 2002, alcançado a posição número 50.
Dalton apareceu na capa de julho de 2002 da revista Men e foi eleito "Homem do Ano" naquele período. Ele estava na capa em julho de 2006 na revista Unzipped; foi também modelo de capa de 2003 do Adam Gay Video Directory, o maior guia de filmes adultos gays da web.

## Prisão
Em 2002, Dalton foi condenado por posse da droga GHB. Em 2004, uma amiga de Dalton, Marcy Lopez, testemunhou que ele lhe havia roubado, e um juiz revogou a sursis  do modelo e o setenciou a cinco anos de prisão. Após servir teze meses de sua sentença, ele foi libertado em condicional em novembro de 2005. Falando com um reporter da Dallas Voice, uma publicação GLBT local, ele contou que a pior parte de estar preso era não poder trabalhar e a comida “horrível”. Dalton afimrou que iria diminuir a vida noturna e se dedicaria mais ao trabalho de modelo.
Em  2007, o empresário de Dalton, David Forest, confirmou que Dalton havia sido preso e encarcerado na prisão da cidade de Denton em 31 de maio de 2007; ele foi acusado de Assalto/violência doméstica. Ele pagou uma fiança de $7500, mas não informou para seu agente de condicional, e um mandado foi expedido pela sua prisão em 11 de junho.

## Retorno
O Dallas Voice reportou em agosto de 2006 que Dalton e seu colega ator Zeb Atlas estava para lnçar um filme em 14 de dezembro daquele ano. Dalton nasceu em Denton, Texas, e seu agente disse que partes do projeto seriam filmados no norte do estado. Mark Meets Zeb: The Texas Two Step foi lançado no verão de 2007.
Ele foi apresentado como "Mr. April" no "2009 Abs-olutely Hot 15-month wall calendar". Em julho de 2009 ele foi novamente capa da Unzipped. No verão do mesmo ano ele lançou a turnê "Mark Dalton Live: Bustin' Out All Over".
Comentando suas cenas pornográficas, Dalton revelou que seu envolvimento em Mark Meets Zeb: The Texas Two Step, "fazer foi tudo bem, mas eu escrevi e coreografei minhas cenas e recebi crédito por isso. Vamos apenas dizer que muita coisa não ocorreu como o planejado.” No final de 2009 Dalton apareceu em uma produção da Jet Set Men, Getting Levi's Johnson.
Dalton criou sua própria produtora e controla a qualidade de suas criações. De acordo com uma entrevista da  Lavender Lounge "Com sua própria companhia, e sem nenhum investidor de fora, ele esta totalmente envolvido com a produção de filmes, dançado em boates e ocasionalmente prostituindo-se (inglês:”escorting”) ." Assim como em 2009, ele está a procura de caras bem calibrados que nunca foram vistos na pornografia antes para sua própria produtora de filmes gays com atores musculosos. "Ele vislumbra todo um estábulo de homens para fazer parte do seu "Muscle Stud Club" no seu website e em seus filmes."

## Prêmios & Indicações
- 2002 Men magazine como Man of the Year.[13]
- Indicação ao Grabby Awards de 2002 como Best Solo Performance em "Prick Tease" (Pacific Sun Entertainment).[22]
- Indicação do GayVN Awards de 2003  para Best Solo Performance em "Prick Tease".

## Videografia selecionada
- 2002 The Model (MuscleGods)
- 2002 The Naughty Texan (Dynamite Studios)
- 2002 Body Storm (Vista Video)
- 2002 Idols (Vista Video)
- 2002 Ranch Hand Muscle (Pacific Sun)
- 2002 Super Soaked[23]
- 2003 Mark Dalton and Friends (Pacific Sun)
- 2003 Prick Tease (Pacific Sun)
- 2007 Mark Meets Zeb: The Texas Two Step (Zeb Atlas Productions)
- 2010 Getting Levi's Johnson (Jet Set Men)